# 小行星5382
小行星5382（英語：5382 McKay）是一颗围绕太阳公转的小行星。1991年5月8日，罗伯特·H·麦克诺特在赛丁泉山发现了此天体。
这颗小行星的绝对星等为11.62394061560618等。